# Hertelendy Anna
Hertelendi és vindornyalaki Hertelendy Anna (Bucsu, Vas vármegye, 1743. szeptember 9. – Kehida, Zala vármegye, 1803. október 3.) földbirtokosasszony, nemes Deák Gábor (1730-1788) táblabíró felesége. Deák Ferenc, a "haza bölcse" nagyanyja.

A hertelendi és vindornyalaki Hertelendy család címere

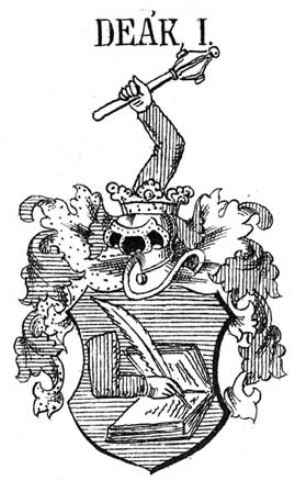
A kehidai Deák család címere

## Élete

### Családja és házassága
A régi dunántúli nemesi származású hertelendi és vindornyalaki Hertelendy család sarja. Édesapja hertelendi és vindornyalaki Hertelendy Gábor (1714–1757), Zala vármegye alispánja, földbirtokos, és édesanyja petőfalvi Uzovics Judit volt. Uzovics Judit Nagykosztolányban született 1723. december 27.-én, petőfalvi Uzovics János (1686-1731) és niczki Niczky Krisztina (1690-1725) lányaként. Apai nagyszülei hertelendi és vindornyalaki Hertelendy Gáspár, földbirtokos, és sági Sághy Krisztina (†1744) voltak. Hertelendy Anna az ősrégi zalai szenterzsébeti Terjék család leszármazottja volt apai dédanyja, hertelendi és vindornyalaki Hertelendy Ambrusné szenterzsébeti Terjék Mária révén, aki szenterzsébeti Terjék Ferenc, földbirtokosnak és osztopáni Perneszy Annának a lánya volt. Keresztszülei barkóczi Rosty István (†1744) királyi tanácsos, Vas vármegye alispánja, földbirtokos, és neje szarvaskendi és óvári Sibrik Teréz (1692-1755) voltak. Hertelendy Annának 4 nagynénje volt apja révén: nemes Róth másképp Rothmesiter János huszár kapitányné Hertelendy Borbála, ákosházi Sárkány Istvánné Hertelendy Erzsébet, rumi és rábadoroszlói Rumy Boldizsárné Hertelendy Éva, valamint nemes Berke Miklósné Hertelendy Mária.
Hertelendy Anna szülei Dozmaton 1742. november 13.-án kötöttek házasságot. Az esküvői tanúk a menyasszony részéről, annak az egyik nagy-nagybátyja, niczki Niczky János (1703–1771) földbirtokos, a vőlegény részéről, pedig annak a sógora, ákosházi Sárkány István földbirtokos volt. Hertelendy Anna az egyetlen lánya és örököse volt Hertelendy Gábornak. Alig 8 évesen vesztette el édesanyját. Édesapja, Dozmaton 1751 április 18.-án házasodott újra barkóczi Rosty Franciska (1729-1771) kisasszonnyal, akinek a szülei barkóczi Rosty István (†1744), királyi tanácsos, Vas vármegye alispánja, földbirtokos, valamint szarvaskendi és óvári Sibrik Teréz (1692-1755) voltak. A menyasszony apai nagyszülei barkóczi Rosty István (fl.1691.–†1718), földbirtokos, gróf németújvári Batthyány Pál familiárisa, majd árváinak a jószágkormányzója (bonorum prefectus), valamint jobbágyi Jobbágyi Regina (fl.1691-1694) voltak; az anyai nagyszülei szarvaskendi és óvári Sibrik János, földbirtokos és bocsári Svastics Erzsébet voltak. Hertelendy Gábor és Rosty Franciska házasságából nem született gyermek. Hertelendy Gábor alispán 1757-ben hunyt el. Ekkor a 14 éves árvaságra jutott Hertelendy Anna, négy hónap édesapja halála után 1757. augusztus 28.-án Kehidán ment férjhez nemes Deák Gábor (1730-1788) táblabíróhoz. Az esküvői tanúk a menyasszony édesapjának az unokatestvére, Herteleny Zsigmond (1705–1760) földbirtokos, valamint ennek a Hertelendy Zsigmondnak a sógora, kisbarnaki Farkas Gábor (1730–1783) földbirtokos volt. A boldogtalan kényszer házasságban négy gyermek született, amelyből csak kettő fiúgyermek érte el a felnőttkort: idősebb kehidai Deák Ferenc (1761-1808), táblabíró, főszolgabíró, földbirtokos és kehidai Deák József (1764-1831), táblabíró, földbirtokos, testőr, főhadnagy. Deák Gábor és Hertelendy Anna házasságából született:
- Deák János Gábor (*Kehida, 1758. november 5.–†Kehida, 1760. augusztus 7.)[8][9]
- Deák Ferenc (*Kehida, 1761. június 15. –†Kehida, 1808. január 25.), Zala vármegye táblabírája, zalai főszolgabíró, földbirtokos. Felesége, szarvaskendi és óvári Sibrik Erzsébet (*Csécsény, 1768. március 25. –†Söjtör, 1803. október 17.).[10][11]
- Deák Gábor Károly János (*Kehida, 1762. augusztus 14.–†Kehida, 1762. április 12.)[12][13]
- Deák József (*Kehida, 1764. október 15.–†Tárnok, 1831. március 11.) Zala vármegye táblabírája, földbirtokos, katona (főhadnagy) és királyi testőr.[14] Felesége, István Katalin (*1780–†Zalaegerszeg, 1850. január 25.)
- Deák Terézia Judit (*Kehida, 1766. június 18.–†Kehida, 1768. május 5.)[15][16]
- Deák Krisztina Anna (*Kehida, 1768. május 17.–†?)[17]

### Az asszony botrányos élete és adósságai
Az igen tehetős Hertelendy Anna hozományaként a Kehida, Söjtör és a többi Hertelendy-féle birtok a Deák-család tulajdonába került, és utólag az egyik legnagyobb után, "Kehida" után vették fel a nemesi előnevüket. Hertelendy Anna híres volt szépségéről, azonban a sokat utazó és igen pazarló, óriási adósságokat felhalmozó életviteléről is. A zalai úrnő az édesanyja rokonával, petőfalvi Uzovics Ferenccel szerelmi viszonyt tartott, azonban más kapcsolatokról is beszéltek akkoriban, például mostohaanyja fivérével, barkóczi Rosty Károly huszárkapitánnyal folytatott viszonyáról is.
Hertelendy Anna, 1768-ban a veszprémi püspökség Szentszékén válópert kezdeményezett, és 1768. november 26.-án forintosházi Forintos Gábor (1723-1782) zalai alispán közbenjárásával, meg is történt a feleség által a házasságba hozott Hertelendy vagyon szétosztása; férje Deák Gábor és gyermekei Zalatárnokra vonultak vissza. A botrányos magánéletű Hertelendy Anna Kehidát saját kezébe vette, és gyermekeivel alig tartotta a kapcsolatot, leginkább adósságokat hagyott hátra nekik. Természetesen az uradalommal ő maga nem foglalkozott, hanem ezt rábízta az akkori tiszttartókra: 1769-ig a Deák Gábort is hűségesen szolgáló Kéri János volt az első tiszttartó, majd utóda 1769 és 1771 között Hangyásy Ferenc, aki a gazdálkodáshoz keveset értett és a szegődményesek elmondása szerint sok kárt okozott a kehidai uradalomnak. A következő tiszttartó Kertész Ádám volt, aki 1771 és 1775 között az elődeivel szemben gyarapította az uradalom jövedelmét, majd hivatalát Király János vette át 1775-ben. Hertelendy Anna ez idő alatt Nyitrán lakott szeretőjénél, Uzovics Ferencnél, és főképpen Hangyásy tiszttartóssága idején a kehidai uradalomból folyamatosan szállítottak terményeket a távol élő földesúrasszonynak. Amikor Zalában tartózkodott a Hertelendy-Uzovics botrányos páros, nagy lakodalmakról és költekezésről volt híres és többek között, az egyik gyakori vendégük Kehidán  Forintos Gábor volt.
Deák Gábor, fél évvel a tényleges elválásuk után pert indított Hertelendy Anna ellen a rendezetlen magán életére hivatkozva, azért hogy birtokait visszaszerezze. 1772-ben Hertelendy Anna már csaknem 15 000 forintnyi adósságot halmozott fel, és adósságtömege a következő húsz esztendő alatt több mint négyszeresére nőtt. Az 1773-ban zajlott nyomozás szerint, Anna úrnő 1769-ben költözött el a Nyitra vármegyei Elecskére Uzovics Ferenccel, és ugyanakkor azzal vádolták az asszonyt, hogy törvénytelen gyermeket szült, valamint a gyermekölés gyanúja is felmerült. Másrészt, a tanúvallomásokon Hertelendy Annát azzal vádolták, hogy férjétől meg óhajtott szabadulni, amihez több szolgálójának a segítségét kérte, de ezt a bűncselekményt nem sikerült végrehajtatni.
Az asszony nagy költekezésnek és a korábban keletkezett adósságai miatt, 1775. augusztus 10.-én Hertelendy Anna 60 ezer rajnai forintért úgy döntött, hogy 20 évre zálogba adja gróf Batthyány Ignác (1741– 1798) egri prépostnak a Kehidai és az összes zalai birtokát. Élete során más atyafiságos rokonai is gyakran perelték be Hertelendy Anna asszonyt; 1776. szeptember 5.-én barkóczi Rosty Anna (1722-1784) úrnő, boldogfai Farkas Ferenc (1713-1770) zalai alispán özvegye, unokatestvérével, zalalövői Csapody Erzsébet (1739-1781) asszonnyal, besenyői és velikei Skublics János (1738-1808) feleségével együtt  gróf Batthyány Ignác (1741– 1798) egri prépostot intették meg, mint Kehida és Orbányosfa akkori urát, a végett, hogy a Perneszy családtól Hertelendy Anna asszony által bírt neki átadott jószágokat kellő felszámolás után bocsássa vissza. Hitelezői pereket indítottak ellene, és mivel adóssági pereit sorra elveszítette, kehidai uradalmát még a zálogszerződésben kikötött húsz év lejárta előtt, azaz alig 12 esztendő elteltével, 1787-ben kénytelen volt átengedni egy újabb zálogosnak, Pruszkai Antal bécsi ágens helyi megbízottjának, Gruber Antal zárgondnoknak. Mivel Gruber sem bizonyult a birtokok gondos kezelőjének, 1790-ben Anna úrnő a vármegye közbenjárásával visszaszerezte birtokait.
Hertelendy Anna 1790-től kezdődően három év alatt több részletben összesen hatezer forintnyi kölcsönt vett fel idősebb fiától, Deák Ferenctől, pontosabban, annak a felesége, Sibrik Erzsébet után járó hozományából. 1793. szeptember 7.-én nyilatkozatot tett arról, hogy a kölcsön fejében Ferenc fiánál hagyta az 1768. évi vagyonmegosztásban zajlott a férjének, Deák Gábornak juttatott Hertelendy-javakat, nevezetesen a söjtöri, hahóti és tófeji jószágokat. 1794. március 18.-án Söjtörön, idősebb Deák Ferenc és testvére Deák József az apai örökség, valamint az 1768 óta zálogban bírt anyai javak felosztásáról egyeztek meg. Amint a hír az egyezményről eljutott Anna úrnőhöz, alig néhány héttel később a vármegyéhez fordult és fiai ellen vádaskodva, vissza próbálta követelni tőlük a söjtöri, tófeji és hahóti jószágokat. 1795. május 20.-án Hertelendy Anna egyezségre jutott fiaival, átengedte a birtokait legidősebb fiának, így azok Deák Ferencre és feleségére, Sibrik Erzsébetre szálltak, azzal a feltétellel, hogy fizessék ki a hatalmas adósságait, amelyek akkor már 72 ezer rajnai forintra rúgtak.
1803. október 3.-án 60 évesen hunyt el Kehidán, az Árpád-kori templomból átalakított kehidai családi sírboltban temették el.